# 2008年北京オリンピックのイラン選手団
2008年北京オリンピックのイラン選手団（2008ねんペキンオリンピックのイランせんしゅだん）は、2008年8月8日から8月24日にかけて中国の北京を主として開催された2008年北京オリンピックのイラン選手団、およびその競技結果。

## 概要
今大会は金メダル1個、銅メダル1個の合計2個のメダルを獲得した。

## メダル
| メダル | 選手名                       | 競技       | 種目                     |
| ------ | ---------------------------- | ---------- | ------------------------ |
| 金     | ハディ・サエイボネコハル     | テコンドー | 男子80kg級               |
| 銅     | セヤドモラード・モハンマディ | レスリング | 男子フリースタイル60kg級 |

## 競泳
- Mohammad Alirezaei（男子100m平泳ぎ）

## 自転車

### ロードレース
男子
- 個人ロードレース
  - ホセイン・アスカリ - 51位 (6時間34分22秒)
  - ガデル・ミズバニ - 78位 (6時間39分42秒)
  - メディ・ソラビ - DNF
- 個人タイムトライアル
  - ホセイン・アスカリ - 34位 (1時間08分46秒)

## 柔道
- マスード・ハジアホンドザデ（男子60kg級）
- アラシュ・ミレスマイリ（男子66kg級）
- アリ・マロマト（男子73kg級）
- ハメド・マレクモハミアディ（男子81kg級）
- ホセイン・ゴミ（男子90kg級）
- モハメドレザ・ロダキ（男子100kg超級）